# ريو دو بيريس
ريو دو بيريس بلدية في ولاية باهيا في المنطقة الشمالية الشرقية من البرازيل.